# Enallagma exsulans
Enallagma exsulans – gatunek ważki z rodziny łątkowatych (Coenagrionidae). Występuje na terenie Ameryki Północnej i Ameryki Środkowej.